# Hickory Hiram
Hickory Hiram è un cortometraggio muto del 1918 diretto da Edwin Frazee con Stan Laurel. 
Rappresenta il secondo film girato dall'attore Stan Laurel dopo Nuts in May del 1917.
Il cortometraggio fu distribuito l'8 aprile 1918.

## Produzione
Il film - un cortometraggio in una bobina - fu prodotto dalla Nestor Film Company. Venne girato in California, a Universal City.

## Distribuzione
Distribuito dall'Universal Film Manufacturing Company, uscì nelle sale cinematografiche USA l'8 aprile 1918.